# Patricia Blondeel
Patricia Blondeel (15 juli 1986) is een Belgische atlete, die gespecialiseerd is in het hamerslingeren. Zij veroverde drie Belgische titels.

## Biografie
Patricia Blondeel werd in 2004 voor het eerst Belgisch kampioene hamerslingeren. Ook in 2007 en 2011 behaalde ze de Belgische titel.
Patricia Blondeel is aangesloten bij AA Gent. Ze is de zus van Wim en Veerle Blondeel, beide veelvoudig Belgisch kampioen kogelstoten en discuswerpen.

## Belgische kampioenschappen
| Onderdeel      | Jaar             |
| -------------- | ---------------- |
| hamerslingeren | 2004, 2007, 2011 |

## Persoonlijk record
| Onderdeel      | Prestatie | Datum            | Plaats |
| -------------- | --------- | ---------------- | ------ |
| hamerslingeren | 56,92 m   | 25 augustus 2017 | Eeklo  |

## Palmares
hamerslingeren
- 2003:  BK AC – 44,84 m
- 2004:  BK AC – 46,46 m
- 2005:  BK AC – 47,35 m
- 2006:  BK AC – 51,31 m
- 2007:  BK AC – 52,27 m
- 2008:  BK AC – 49,81 m
- 2010:  BK AC – 54,06 m
- 2011:  BK AC – 53,01 m
- 2012:  BK AC – 54,72 m
- 2014:  BK AC – 52,82 m
- 2015:  BK AC – 52,50 m
- 2016:  BK AC – 52,50 m
- 2017:  BK AC - 54,60 m